# Паспорт гражданина Зимбабве
Паспорт гражданина Зимбабве — официальный документ, выдающийся гражданам Зимбабве для удостоверения их личности и для поездок за границу.

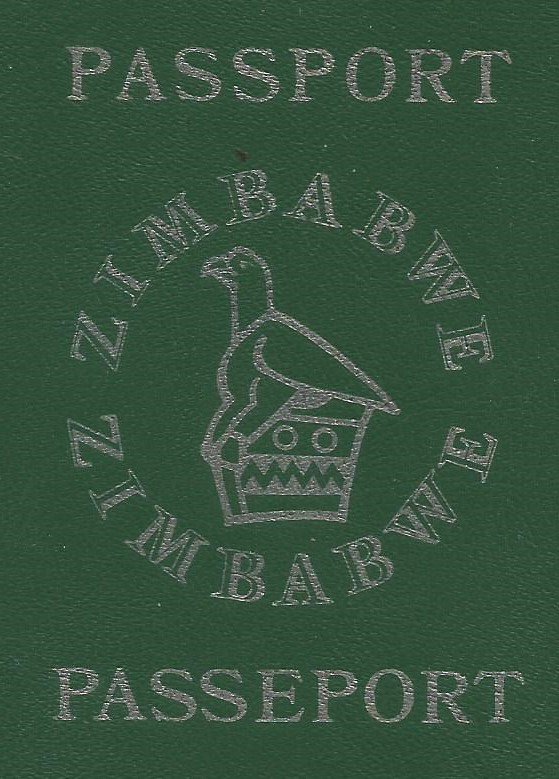
Обложка паспорта гражданина Зимбабве (1-я версия) (1980—1982)

## Ошибки с кодом страны
В некоторых паспортах Зимбабве код страны указан неверно. Код страны в этих паспортах указан как ZIM, в то время как он должен быть ZWE. Это приводит к неприятностям, при встречах зимбабвийцев с авиакомпаниями, иммиграционными и пограничными органами. Эта же ошибка часто приводила к тому, что чиновники подозревали, что такие паспорта являются поддельными.
При сканировании MRZ иммиграционные и контрольные системы не распознают код страны ZIM, потому что, как упоминалось ранее, фактический код ISO для Зимбабве должны быть ZWE.
Авиакомпании, такие как Emirates и KLM, уже направили своих сотрудников[куда?] и опубликовали информацию, освещающую этот вопрос, на своих сайтах.

## Виза
По состоянию на 1 января 2017 года граждане Зимбабве имели безвизовый режим или визу на посещение 59 стран и территорий.